# GfK Chart-Track
GfK Chart-Track est une société d'études de marché qui surveille les ventes de musique, de vidéos et de logiciels au Royaume-Uni. 

## Histoire
La société est créée en 1996. En juillet 2008, GfK prend une part majoritaire dans la société,,. Au Royaume-Uni, elle produit les Official UK Software Charts pour le compte de l'UKIE, qui l'a racheté en 2012,. Les principaux services de rapport comprennent : UK Leisure Software, UK Hardware and Peripherals. En 2013, GfK Chart-Track annonce officiellement 3 millions d'exemplaires vendus au Royaume-uni pour le jeu vidéo Grand Theft Auto V.
La société a produit les Official Irish Music Charts et collecté quotidiennement des données auprès des magasins de disques majeurs et indépendants en Irlande pour le compte de l'Irish Recorded Music Association jusqu'à ce qu'elle perde le contrat à la fin de l'année 2016. 